# Leopold Gmelin
Leopold Gmelin (Gottinga, 2 agosto 1788 – Heidelberg, 13 aprile 1853) è stato un chimico tedesco.
Era il figlio di Johann Friedrich Gmelin. Studiò medicina e chimica a Gottinga, a Tubinga e a Vienna, cominciando nel 1813 a dare lezioni pubbliche a Heidelberg, città in cui nel 1814 venne nominato professore straordinario – e, nel 1817, ordinario – di chimica e medicina. Fu lo scopritore del ferrocianuro di potassio (1822) e l'autore dello Handbuch der Chemie (prima edizione datata 1817–1819, 4ª ediz. del 1843–1855), un trattato molto importante per l'epoca, tradotto in varie lingue. Si dimise dalla carica di accademico nel 1852. Morì a Heidelberg l'anno dopo.